# Fitocenoză
Fitocenoza este o comunitate vegetală cu o structură și dinamică proprie, formată dintr-un număr determinat de populații de plante autotrofe, adaptate la conviețuirea în biotopul relativ uniform pe care îl ocupă și constituie partea producătoare a unei biocenoze.
Plantele reprezintă producătorii și prima verigă din lanțul trofic, transformând substanțele anorganice în substanțe organice prin intermediul fotosintezei și ocupând astfel un loc foarte important în cadrul biocenozei. Fitocenoza reprezintă totalitatea plantelor care trăiesc într-un anumit mediu și sunt condiționate de anumiți factori fizici, geografici și biologici. Ea reprezintă 95% din biomasa ecosistemului.
Știința care se ocupă de studiul complex al structurii și dinamicii fitocenozelor, al raporturilor lor cu mediul abiotic și biotic, al răspândirii, tipizării și clasificării lor se numește fitosociologie.  De studiul fitocenozelor se ocupă și fitoecologia.